# Liste des titres musicaux numéro un au Royaume-Uni en 1991
Cette page liste les titres classés no 1 des ventes de disques au Royaume-Uni pour l'année 1991 selon The Official Charts Company.
Les classements hebdomadaires sont issus des 100 (puis 75 à partir du mois d'avril) meilleures ventes de singles (UK Singles Chart) et des 75 meilleures ventes d'albums (UK Albums Chart). Ils sont dévoilés le dimanche.

## Classement des singles
| №  | Date          | Artiste                                      | Titre                                               | Référence |
| -- | ------------- | -------------------------------------------- | --------------------------------------------------- | --------- |
| 1  | 6 janvier     | Iron Maiden                                  | Bring Your Daughter... to the Slaughter             |           |
| 2  | 13 janvier    | Enigma                                       | Sadeness (Part I)                                   |           |
| 3  | 20 janvier    | Queen                                        | Innuendo                                            |           |
| 4  | 27 janvier    | The KLF feat. The Children of the Revolution | 3 a.m. Eternal                                      |           |
| 5  | 3 février     | The KLF feat. The Children of the Revolution | 3 a.m. Eternal                                      |           |
| 6  | 10 février    | The Simpsons                                 | Do the Bartman                                      |           |
| 7  | 17 février    | The Simpsons                                 | Do the Bartman                                      |           |
| 8  | 24 février    | The Simpsons                                 | Do the Bartman                                      |           |
| 9  | 3 mars        | The Clash                                    | Should I Stay or Should I Go                        |           |
| 10 | 10 mars       | The Clash                                    | Should I Stay or Should I Go                        |           |
| 11 | 17 mars       | Hale and Pace (en)                           | The Stonk                                           |           |
| 12 | 24 mars       | Chesney Hawkes                               | The One and Only                                    |           |
| 13 | 31 mars       | Chesney Hawkes                               | The One and Only                                    |           |
| 14 | 7 avril       | Chesney Hawkes                               | The One and Only                                    |           |
| 15 | 14 avril      | Chesney Hawkes                               | The One and Only                                    |           |
| 16 | 21 avril      | Chesney Hawkes                               | The One and Only                                    |           |
| 17 | 28 avril      | Cher                                         | The Shoop Shoop Song (It's in His Kiss)             |           |
| 18 | 5 mai         | Cher                                         | The Shoop Shoop Song (It's in His Kiss)             |           |
| 19 | 12 mai        | Cher                                         | The Shoop Shoop Song (It's in His Kiss)             |           |
| 20 | 19 mai        | Cher                                         | The Shoop Shoop Song (It's in His Kiss)             |           |
| 21 | 26 mai        | Cher                                         | The Shoop Shoop Song (It's in His Kiss)             |           |
| 22 | 2 juin        | Color Me Badd                                | I Wanna Sex You Up                                  |           |
| 23 | 9 juin        | Color Me Badd                                | I Wanna Sex You Up                                  |           |
| 24 | 16 juin       | Color Me Badd                                | I Wanna Sex You Up                                  |           |
| 25 | 23 juin       | Jason Donovan                                | Any Dream Will Do                                   |           |
| 26 | 30 juin       | Jason Donovan                                | Any Dream Will Do                                   |           |
| 27 | 7 juillet     | Bryan Adams                                  | (Everything I Do) I Do It for You                   |           |
| 28 | 14 juillet    | Bryan Adams                                  | (Everything I Do) I Do It for You                   |           |
| 29 | 21 juillet    | Bryan Adams                                  | (Everything I Do) I Do It for You                   |           |
| 30 | 28 juillet    | Bryan Adams                                  | (Everything I Do) I Do It for You                   |           |
| 31 | 4 août        | Bryan Adams                                  | (Everything I Do) I Do It for You                   |           |
| 32 | 11 août       | Bryan Adams                                  | (Everything I Do) I Do It for You                   |           |
| 33 | 18 août       | Bryan Adams                                  | (Everything I Do) I Do It for You                   |           |
| 34 | 25 août       | Bryan Adams                                  | (Everything I Do) I Do It for You                   |           |
| 35 | 1er septembre | Bryan Adams                                  | (Everything I Do) I Do It for You                   |           |
| 36 | 8 septembre   | Bryan Adams                                  | (Everything I Do) I Do It for You                   |           |
| 37 | 15 septembre  | Bryan Adams                                  | (Everything I Do) I Do It for You                   |           |
| 38 | 22 septembre  | Bryan Adams                                  | (Everything I Do) I Do It for You                   |           |
| 39 | 29 septembre  | Bryan Adams                                  | (Everything I Do) I Do It for You                   |           |
| 40 | 6 octobre     | Bryan Adams                                  | (Everything I Do) I Do It for You                   |           |
| 41 | 13 octobre    | Bryan Adams                                  | (Everything I Do) I Do It for You                   |           |
| 42 | 20 octobre    | Bryan Adams                                  | (Everything I Do) I Do It for You                   |           |
| 43 | 27 octobre    | U2                                           | The Fly                                             |           |
| 44 | 3 novembre    | Vic Reeves & The Wonder Stuff                | Dizzy                                               |           |
| 45 | 10 novembre   | Vic Reeves & The Wonder Stuff                | Dizzy                                               |           |
| 46 | 17 novembre   | Michael Jackson                              | Black or White                                      |           |
| 47 | 24 novembre   | Michael Jackson                              | Black or White                                      |           |
| 48 | 1er décembre  | George Michael & Elton John                  | Don't Let the Sun Go Down on Me                     |           |
| 49 | 8 décembre    | George Michael & Elton John                  | Don't Let the Sun Go Down on Me                     |           |
| 50 | 15 décembre   | Queen                                        | Bohemian Rhapsody / These Are the Days of Our Lives |           |
| 51 | 22 décembre   | Queen                                        | Bohemian Rhapsody / These Are the Days of Our Lives |           |
| 52 | 29 décembre   | Queen                                        | Bohemian Rhapsody / These Are the Days of Our Lives |           |

## Classement des albums
| №  | Date          | Artiste           | Titre                                        | Référence |
| -- | ------------- | ----------------- | -------------------------------------------- | --------- |
| 1  | 6 janvier     | Madonna           | The Immaculate Collection                    |           |
| 2  | 13 janvier    | Madonna           | The Immaculate Collection                    |           |
| 3  | 20 janvier    | Enigma            | MCMXC a.D.                                   |           |
| 4  | 27 janvier    | Sting             | The Soul Cages                               |           |
| 5  | 3 février     | Jesus Jones       | Doubt                                        |           |
| 6  | 10 février    | Queen             | Innuendo                                     |           |
| 7  | 17 février    | Queen             | Innuendo                                     |           |
| 8  | 24 février    | Oleta Adams       | Circle of One                                |           |
| 9  | 3 mars        | Chris Rea         | Auberge                                      |           |
| 10 | 10 mars       | The Farm (en)     | Spartacus                                    |           |
| 11 | 17 mars       | R.E.M.            | Out of Time                                  |           |
| 12 | 24 mars       | Eurythmics        | Greatest Hits                                |           |
| 13 | 31 mars       | Eurythmics        | Greatest Hits                                |           |
| 14 | 7 avril       | Eurythmics        | Greatest Hits                                |           |
| 15 | 14 avril      | Eurythmics        | Greatest Hits                                |           |
| 16 | 21 avril      | Eurythmics        | Greatest Hits                                |           |
| 17 | 28 avril      | Eurythmics        | Greatest Hits                                |           |
| 18 | 5 mai         | Eurythmics        | Greatest Hits                                |           |
| 19 | 12 mai        | Eurythmics        | Greatest Hits                                |           |
| 20 | 19 mai        | Eurythmics        | Greatest Hits                                |           |
| 21 | 26 mai        | Seal              | Seal                                         |           |
| 22 | 2 juin        | Seal              | Seal                                         |           |
| 23 | 9 juin        | Seal              | Seal                                         |           |
| 24 | 16 juin       | Eurythmics        | Greatest Hits                                |           |
| 25 | 23 juin       | Cher              | Love Hurts                                   |           |
| 26 | 30 juin       | Cher              | Love Hurts                                   |           |
| 27 | 7 juillet     | Cher              | Love Hurts                                   |           |
| 28 | 14 juillet    | Cher              | Love Hurts                                   |           |
| 29 | 21 juillet    | Cher              | Love Hurts                                   |           |
| 30 | 28 juillet    | Cher              | Love Hurts                                   |           |
| 31 | 4 août        | Luciano Pavarotti | Essential Pavarotti II                       |           |
| 32 | 11 août       | Luciano Pavarotti | Essential Pavarotti II                       |           |
| 33 | 18 août       | Metallica         | Metallica                                    |           |
| 34 | 25 août       | Divers artistes   | Joseph and the Amazing Technicolor Dreamcoat |           |
| 35 | 1er septembre | Divers artistes   | Joseph and the Amazing Technicolor Dreamcoat |           |
| 36 | 8 septembre   | Paul Young        | From Time to Time - The Singles Collection   |           |
| 37 | 15 septembre  | Dire Straits      | On Every Street                              |           |
| 38 | 22 septembre  | Guns N' Roses     | Use Your Illusion II                         |           |
| 39 | 29 septembre  | Bryan Adams       | Waking Up the Neighbours                     |           |
| 40 | 6 octobre     | Simply Red        | Stars                                        |           |
| 41 | 13 octobre    | Simply Red        | Stars                                        |           |
| 42 | 20 octobre    | Erasure           | Chorus                                       |           |
| 43 | 27 octobre    | Simply Red        | Stars                                        |           |
| 44 | 3 novembre    | Queen             | Greatest Hits II                             |           |
| 45 | 10 novembre   | Enya              | Shepherd Moons                               |           |
| 46 | 17 novembre   | Genesis           | We Can't Dance                               |           |
| 47 | 24 novembre   | Michael Jackson   | Dangerous                                    |           |
| 48 | 1er décembre  | Queen             | Greatest Hits II                             |           |
| 49 | 8 décembre    | Queen             | Greatest Hits II                             |           |
| 50 | 15 décembre   | Queen             | Greatest Hits II                             |           |
| 51 | 22 décembre   | Queen             | Greatest Hits II                             |           |
| 52 | 29 décembre   | Simply Red        | Stars                                        |           |

## Meilleures ventes de l'année
Le chanteur canadien Bryan Adams réalise la meilleure vente de singles de l'année avec (Everything I Do) I Do It for You, la chanson du film Robin des Bois, prince des voleurs, qui s'est vendue à 1 430 000 exemplaires. La chanson est restée 16 semaines consécutives en tête du classement hebdomadaire, ce qui en fait la deuxième à avoir gardé la première place aussi longtemps, le record de longévité étant détenu par I Believe de Frankie Laine, avec 18 semaines non consécutives passées à la place de numéro 1 en 1953. (Everything I Do) I Do It for You fait également partie des 15 plus grands succès de tous les temps au Royaume-Uni.
Le groupe Queen est deuxième avec la réédition, après la mort de Freddie Mercury, de Bohemian Rhapsody sur un single double face A partagé avec These Are the Days of Our Lives qui s'est écoulé à 673 000 exemplaires. Bohemian Rhapsody a la particularité d'être la seule chanson à s'être classée deux fois numéro un durant la semaine de Noël dans des versions strictement identiques (lors de sa sortie originale en 1975 et donc en 1991). Il s'agit aussi du troisième plus gros succès de tous les temps au Royaume-Uni avec plus de 2 600 000 ventes,.
La troisième place est occupée par Cher avec The Shoop Shoop Song (It's in His Kiss), chanson du film Les Deux Sirènes, qui s'est vendue 483 000 fois. I'm Too Sexy de Right Said Fred, qui a culminé à la deuxième place du classement hebdomadaire, est quatrième avec 470 000 ventes et Do the Bartman par les interprètes des personnages de la série télévisée animée The Simpsons est cinquième grâce à 430 000 fans. 
| Singles | Albums |
| --- | --- |
| 1. Bryan Adams – (Everything I Do) I Do It for You 2. Queen - Bohemian Rhapsody / These Are the Days of Our Lives 3. Cher – The Shoop Shoop Song (It's in His Kiss) 4. Right Said Fred - I'm Too Sexy 5. The Simpsons - Do the Bartman 6. Jason Donovan - Any Dream Will Do 7. Chesney Hawkes - The One and Only 8. Vic Reeves & The Wonderstuff - Dizzy 9. Oceanic (en) - Insanity 10. Color Me Badd - I Wanna Sex You Up | 1. Simply Red – Stars 2. Eurythmics - Greatest Hits 3. Queen - Greatest Hits II 4. Michael Jackson - Dangerous 5. Tina Turner - Simply the Best 6. R.E.M. - Out of Time 7. Michael Bolton - Time, Love and Tenderness 8. Madonna - The Immaculate Collection 9. Paul Young - From Time to Time - The Singles Collection 10. Cher - Love Hurts |